# Лікваційні родовища
Лікваційні родовища (рос. ликвационные месторождения, англ. liquation deposits; нім. Liquationslagerstätten f pl) — родовища магматичного походження, що виникли у надрах Землі в процесі охолодження та розкристалізації магми основного складу, що містить сірчисті сполуки металів. При цьому відбувалося розділення, або ліквація, розплаву на дві рідини, що не змішуються, — силікатну і сульфідну. При твердінні силікатного розплаву утворилися магматичні гірські породи габро-перидотитового складу, а при розкристалізації сульфідного розплаву виникли поклади сульфідних руд.
Найвідоміші сульфідні мідно-нікелеві лікваційні родовища: Талнахе (Східний Сибір, РФ), Садбері (Канада), Камбалда (Австралія). До складу руд цих родовищ входять три головних мінерали: піротин, пентландит і халькопірит, у меншій кількості — магнетит, мінерали кобальту і платиноїдів, які утворюють руди масивної і вкрапленої будови.